# کمپستر (آلاگواس)
کمپستر (به پرتغالی: Campestre) یک منطقهٔ مسکونی در برزیل است که در آلاگواس واقع شده‌است. کمپستر ۶٬۹۵۴ نفر جمعیت دارد.